# Station Gevelsberg West
Station Gevelsberg West (Duits: Bahnhof Gevelsberg West) is een S-Bahnstation in de Duitse plaats Gevelsberg. Het station ligt aan de spoorlijnen Düsseldorf-Derendorf - Dortmund Süd en Witten - Schwelm.

## Treinverbindingen
| Serie | Treinsoort            | Route | Bijzonderheden |
| ----- | --------------------- | --- | -------------- |
| S 8   | S-Bahn (DB Regio NRW) | Mönchengladbach Hbf – Neuss Hbf – Düsseldorf Hbf – Gruiten – Wuppertal Hbf – Schwelm – Gevelsberg West – Gevelsberg Hbf – Hagen Hbf |                |